# Meluzína (mytologie)

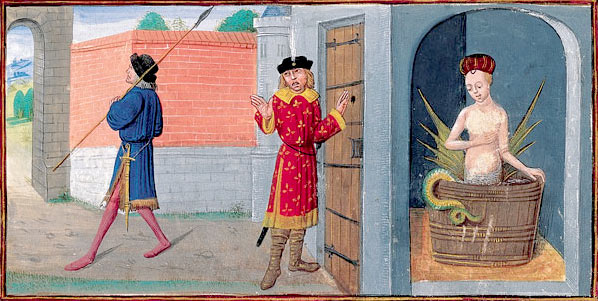
Meluzína tajně pozorovaná v lázni rytířem Raimondinem. Gilbert z Met, kolem r. 1410

Meluzína (francouzsky Mélusine) je mytologická postava, víla, která má místo nohou hadí ocas. Zjevovala se prý na hradě Lusignanu v Poitou v západní Francii, a to když měl hrad přejít do jiných rukou anebo tři dny před smrtí některého z jejích potomků, aby se ten tak mohl v klidu připravit na svůj konec. Protože při svém zjevení Meluzína kvílela a naříkala, stalo se její jméno také obecným názvem pro silný vítr, skučící ve skulinách domů, stromoví či skal.
Poprvé se víla s tímto jménem objevuje ve spisu Historie o Meluzíně (Le Roman de Mélusine ou l'Histoire des Lusignan), který roku 1393 vytvořil spisovatel Jan z Arrasu na objednávku vévody Jana z Berry, vévodkyně Marie z Baru a jejich bratrance, moravského markraběte Jošta Lucemburského. Autor využil některých prastarých (až antických) motivů, propojil je s velmi populární středověkou artušovskou látkou i tehdy aktuálními politickými souvislostmi (zanikající křižácké státy v Levantě, vztahy Francie a Čech, vzrůstající tlak Osmanů na křesťanskou Evropu) a vytvořil rodovou legendu oslavující královské rody Lusignanů, Valois a Lucemburků. Pověst se rozšířila kromě Francie i dále, především do německých, českých a polských zemí, v průběhu staletí se pak Meluzína vyskytla v mnoha evropských pověstech a tajemných příbězích; často se objevuje také v heraldice jako heraldická figura.
Původ jména Meluzína je neznámý. Předpokládá se, že vzniklo z čestného pojmenování mére de Lusignan nebo mére de Lusigne („matka Lusignanu“); i když Jan z Arrasu naopak tvrdí, že hrad Lusignan dostal jméno podle Meluzíny. (Nicméně, původ jména samotného hradu je nejistý.)

## Obsah pověsti podle Jana z Arrasu

### Elinas a Présine (rodiče)
Skotský král Elinas v lese potká vílu Présine, sestru Morgany, která je známá z legendy o králi Artušovi, jehož je sestrou. Présine Elinasovi slíbí bohatství a moc, pokud si ji vezme za ženu, ale nikdy ji nebude chtít spatřit při porodu. Elinas si Présine vezme a žijí spolu šťastně a spokojeně, avšak jednoho dne Elinas na slib zapomene. Présine jej proto musí opustit a i se třemi dcerami odejde na bájný ostrov Avalon. Když její dcery dospějí, rozhodnou se otce potrestat a zavřou jej do nitra kouzelné hory. Présine však stále Elinase miluje, a proto na každou ze svých dcer uvalí prokletí:
- Nejstarší Meluzína bude mít každou sobotu místo nohou hadí ocas. Prokletí může zlomit jen muž, který si ji vezme za ženu, ale nikdy ji neuvidí v sobotu. (Pokračování viz níže.)
- Prostřední Mélior musí za trest hlídat na hradě v Arménii kouzelného krahujce. Vysvobodit ji může pouze rytíř, který bude po tři dny hlídat krahujce místo ní a přitom nezatouží po její lásce. Po mnoha letech ji vysvobodí arménský král Guy, který je potomkem syna Meluzíny téhož jména. Přestože má zakázáno ji i po splnění úkolu požádat o ruku, slib nedodrží. Mélior je tak vysvobozena, ale na arménskou větev Meluzíniných potomků přinese Guy zkázu: je mu souzeno, že až jeho dynastii bude vládnout „král s jménem šelmy“, o své panství přijde. Tak Jan z Arrasu vysvětloval, proč byla v roku 1375 Arménie přemožena Turky a její král Lev V. (1342–1393) svržen a zajat. Jan z Arrasu jej osobně znal, protože král později dožíval v exilu ve Francii.
- Nejmladší dcera Palestina byla zavřena do nitra hory v Aragonii spolu s otcovým pokladem, kam nemůže vstoupit nikdo kromě jejích příbuzných. Tam zůstane, dokud ji nevysvobodí rytíř z jejího rodu, který poklad použije k dobytí Zaslíbené země. Vysvobození přinese Meluzínin nejstatečnější syn Geoffroy, který přemůže obra Grimauta, hlídajícího horu, vstoupí dovnitř a uvězněnou vílu zachrání.

### Meluzína a Raymondin

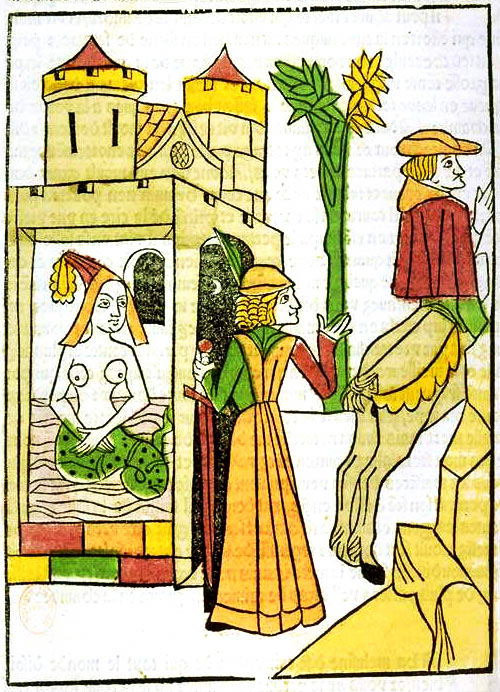
Jiná podoba Meluzíny v lázni. Ilustrace z knihy Le livre de Mélusine (1478)

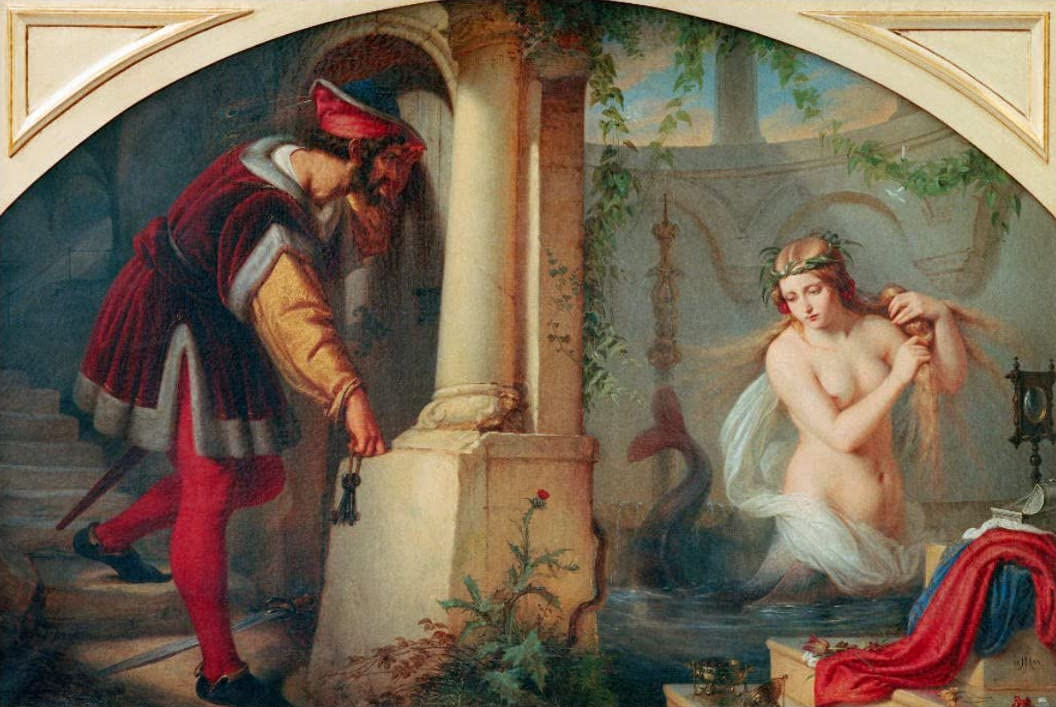
Krásná Meluzína. Malba německého malíře Julia Hübnera z roku 1844

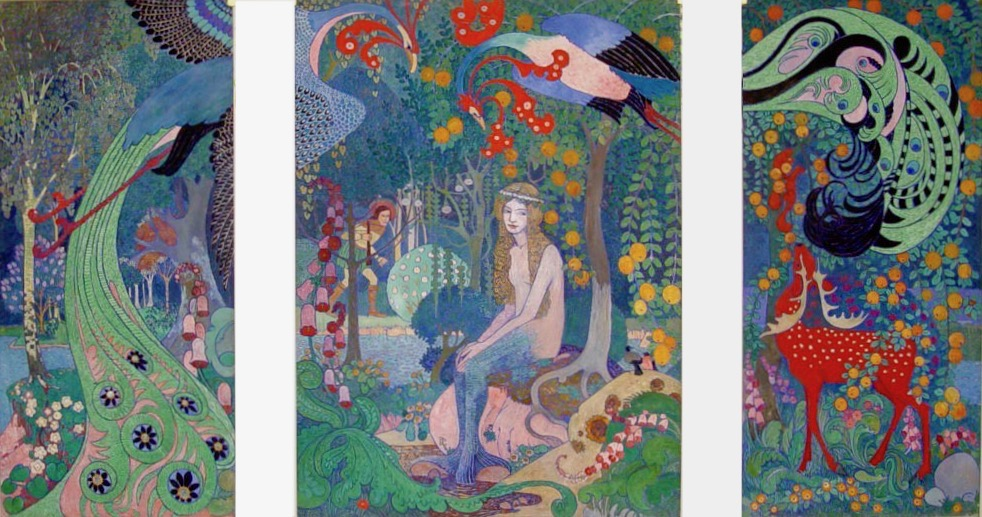
Meluzína. Secesní triptych německého malíře Heinricha Vogelera, asi z roku 1912

Jednoho dne rytíř Raimondin v lese potká Meluzínu. Právě prožívá velký smutek, protože nedopatřením při lovu kance usmrtil svého strýce. Meluzína k němu promluví vlídnými slovy a slíbí, že mu pomůže stát se velikým a mocným vládcem, pokud ji nikdy nebude chtít vidět v sobotu. Raimondin si Meluzínu vezme a díky jejím kouzlům a moudrosti se mu skutečně podaří získat rozsáhlé panství. Meluzína za pomoci zázraku postaví několik hradů, z nichž nejslavnější je Lusignan, zúrodní krajinu a založí několik měst a klášterů. Také svému muži porodí celkem deset synů, kteří mají nadpřirozené schopnosti a mnozí z nich nesou nějaké stigma, naznačující jejich vílí původ (jedno oko, kančí zub aj.). Čtyři synové se pak stanou mocnými vládci v cizích zemích – jejich příběh se vždy odvíjí podle téměř identického schématu: syn přijede do říše, jíž vládne starý král s jedinou dcerou a která je sužována útoky nevěřících. Syn pomůže králi v boji, za což získá ruku dcery a stane se králem. Takto ovládli Meluzínini synové následující území:
- Syn Urien se stal králem Kypru.
- Syn Guion se stal králem Arménie.
- Syn Antoine se stal vévodou Lucemburska.
- Syn Renaud se stal králem Čech.

Zbývající synové měli poněkud jiné osudy:
- Syn Eudas se stal hrabětem z Marche.
- Syn Geoffroy prožil mnohá hrdinská, ale i temná dobrodružství, až nakonec se stal otcovým nástupcem na Lusignanu.
- Syn Fromont vstoupil do kláštera v Maillezais, ten však v mládí vypálil jeho bratr Geoffroy, který se domníval, že se tu připravuje intrika proti jejich otci. Fromont spolu s několika stovkami mnichů při požáru kláštera zahynul.
- Syn Horribel už od dětství představoval ztělesněné zlo, a proto byl na žádost Meluzíny zardoušen.
- Syn Thierry se stal hrabětem z Forezu.
- Syn Raymonnet se stal pánem Parthenay.

Meluzína s Raimondinem tedy žije po mnoho let šťastně, avšak jednoho dne Raimondina přesvědčí jeho bratr, že Meluzína jej každou sobotu podvádí. Raimondin tedy Meluzínu tajně pozoruje a s hrůzou zjistí, že se jeho žena každou sobotu proměňuje v hada. Když poté Meluzíně její prokletí vyčte, Meluzína se s nářkem promění do své hadí podoby a odletí z Lusignanu pryč. Jen někdy v noci se vrací, aby se postarala o své nejmladší syny, v té době ještě nedospělé. Raimondinova bratra za jeho podlé našeptávání probodne jeho synovec Geoffroy. Sám Raimondin je zdrcen ztrátou milované ženy i tím, že hanebně porušil přísahu. Proto uskuteční kajícnou pouť do Říma a poté se uchýlí k poustevnickému životu v Montserratu.
Tři dny před smrtí se mu zjeví Meluzína, aby jej upozornila na blížící se konec. Od těch dob se zjevuje na Lusignanu vždy, když má hrad změnit majitele, nebo některému z potomků svých synů tři dny před smrtí. Protože z jejích potomků povstal slavný křižácký rod Lusignanů a především rody Valois a Lucemburkové, Meluzína slouží jako jejich ochránkyně a někdy se zjevuje i s poselstvím, které má jejím potomkům pomoci.

## Okolnosti vzniku
Jan z Arrasu vytvořil Historii o Meluzíně na objednávku. Sepisoval ji v letech 1392–93 a jde o kompilaci nejrůznějších evropských pověstí, které mu byly dobře známy.
Je zřejmé, že sepsání pověsti bylo objednáno s propagačním záměrem: mělo doložit, že rody Lusignanů, Valois a Lucemburků mají společný nadpřirozený původ, a proto by měly stanout v čele veškerého křesťanstva. Na konci 14. století pod vlivem sílící turecké expanze zaznívaly stále intenzivněji hlasy, volající po uspořádání nové křížové výpravy pod vedením francouzského krále. Historie o Meluzíně měla tuto myšlenku podpořit.
Jakousi křížovou výpravu se poté skutečně podařilo uspořádat, a to pod vedením uherského krále Zikmunda Lucemburského. Sám francouzský král Karel VI., stižený od r. 1392 těžkou duševní poruchou, se jí zúčastnit nemohl, ale do války táhlo mnoho mladých francouzských rytířů. Spojenecká vojska však byla rozdrcena v r. 1396 v bitvě u Nikopole. Poté se Francie musela potýkat s Anglií v obnovených konfliktech stoleté války a Evropou zmítalo papežské schizma, takže nadějný plán na křížovou výpravu postupně zanikl.
Kromě toho Historie o Meluzíně sledovala ještě jeden cíl: měla zajistit, aby Francie nikdy neopustila oblíbený hrad vévody z Berry Lusignan, který spadal do sféry ohrožení Angličany v průběhu stoleté války.

## Souvislosti

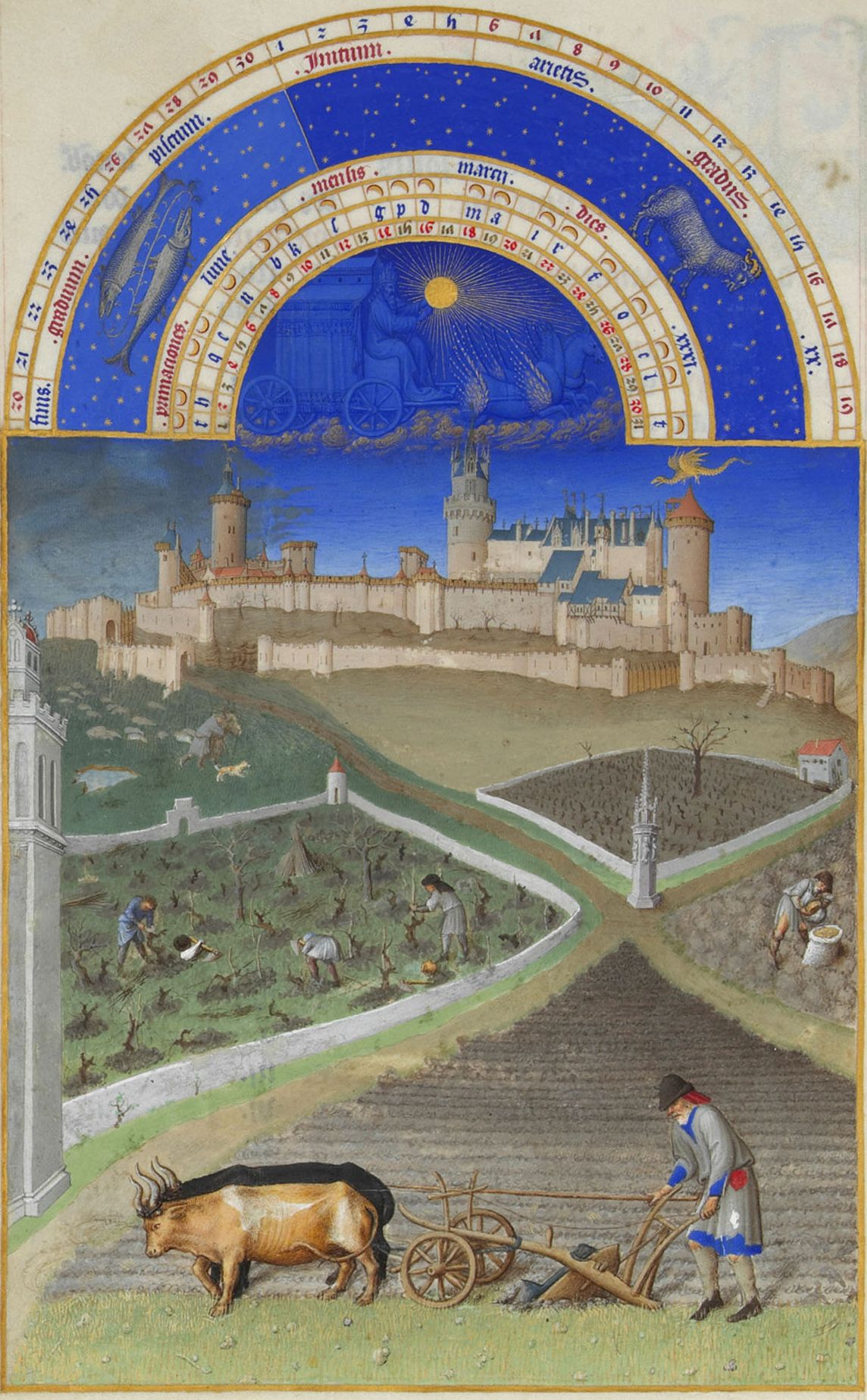
Hrad Lusignan. Drak nad věží má zřejmě upomínat na Meluzínu v dračí podobě, která s nářkem opouští své panství.

Dílo Jana z Arrasu bylo syntézou, vycházející z lidových pověstí, vyprávěných v okolí Lusignanu, a ze starších mytických příběhů, které Jan z Arrasu dobře znal. Kolem r. 1330 byla poprvé zaznamenána prastará pověst, že se na hradě Lusignan zjevuje bytost, která je napůl ženou, napůl hadem. Vznikla tak pověst o víle, která v sobě zahrnuje prvky celé řady starších mytologických bytostí a příběhů; vystihovala rozporný postoj středověké společnosti k ženě, která je předmětem touhy i obav, je krásná i odporná zároveň. Proměna víly-ženy ve zvíře se objevuje prakticky v každé mytologii, přičemž toto zvíře může být téměř libovolné. Také motivy zákazu, který nesmí být porušen, jinak víla zmizí, je v pověstech velmi častý.
Zde jsou některé mytologické bytosti, které s Meluzínou souvisejí:
- Drak – Meluzína nabývá ve spisu Jana z Arrasu a dobových iluminacích tři podoby – nejprve je ženou, v koupeli je od pasu dolů hadem, poté, co ji manžel zradí, Meluzína odletí z hradu v podobě draka nebo okřídleného hada. Je třeba pamatovat na to, že hadi i jiní plazi se ve středověku často zaměňovali s drakem. Z pozdějších vyprávění o Meluzíně se tato třetí, hadí podoba zcela vytratila a Meluzína byla nadále zobrazována jako žena s hadím ocasem. Inspirací snad mohla být také Medusa, která má s drakem některé společné prvky (hadí vzhled, zakletí pohledem).
- Mořská panna – Meluzína svým vzhledem připomíná mořskou pannu, která je od pasu dolů rybou. Je možné, že z ní byla částečně odvozena, nicméně právě spis Jana z Arrasu od ní Meluzínu odlišil. Až přibližně v 17. století se tento rozdíl poněkud pozapomněl a Meluzína začala být opět zaměňována s mořskou pannou, nicméně při interpretaci iluminací, heraldických památek, reliéfů apod. středověku a raného novověku je třeba Meluzínu od mořské panny důsledně rozlišovat. Meluzína nemá ocas ryby, ale hada nebo draka.
- Siréna – původně byla Siréna zpodobňována jako napůl žena, napůl pták (podobně jako harpyje), teprve od 18. století se začíná objevovat Siréna také jako mořská panna. Opět zřejmě do jisté míry ovlivnila podobu Meluzíny v pověstech, na Sirénu, která svým zpěvem vábí mořeplavce, upomíná Meluzínin kvílivý zpěv při jejím zjevování. Nicméně opět je nutné středověkou Meluzínu od Sirény odlišit. Zejména je důležité si povšimnout, že Sirény byly zlé bytosti, které škodily námořníkům, zatímco Meluzína je nevinná ušlechtilá bytost, která se stala obětí prokletí.
- Bánší – bytost podobná víle z prastarých irských pověstí, která svým kvílením zvěstuje smrt někoho v domě, zejména pak v šlechtických rodech. Podobně je i pro Meluzínu charakteristické zoufalé sténání a zjevuje se svým potomkům tři dny před jejich smrtí.[1]
- Nymfy – antická obdoba víl. Na Meluzínu upomíná především nymfa Echidna, která byla napůl ženou, napůl hadem a stala se pramátí skythských vládců.
- Lamia – zlá bytost v řecké mytologii, od pasu nahoru žena, od pasu dolů had, mohla mít i šupinaté ještěří tělo a ženskou hlavu nebo štíří osten na konci ocasu. Podle pověsti byla dcerou libyjského krále a milenkou boha Dia, jehož žárlivá manželka Héra ji zaklela do této podoby. Lamia dusila nebo unášela nemluvňata, jimž také mohla sát krev, podle pozdějších představ sváděla a vysávala mladé muže. Mohla se přitom proměnit v krásnou ženu. V jedné legendě odhalí Lamii v podobě krásné ženy prorok Apollónios z Tyany těsně předtím, než s ní její potenciální oběť odejde do ložnice.
- Náginí (muž. r. nága) – sanskrtské označení pro inteligentní bytosti ženského rodu s hadí podobou, které mohou přijímat lidskou podobu. Někdy rodí děti významným kšatrijům, např. podle Mahábháraty porodila Ulúpí Ardžunovi syna Iravána.

## Rozšíření pověsti

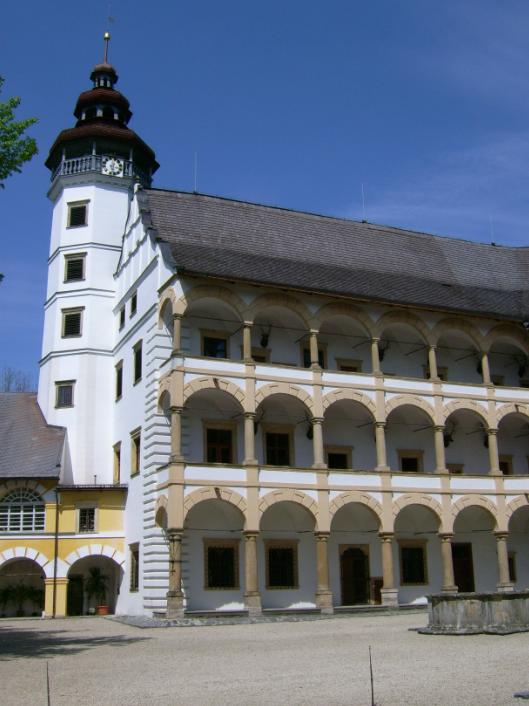
Zámek Velké Losiny, na němž se prý zjevuje víla Meluzína

Jan z Arrasu nebyl jediným, kdo zpracoval pověst o Meluzíně. V roce 1401, tedy jen osm let po sepsání Historie o Meluzíně, sepsal básník Coudrette tutéž pověst. Příběh je zpracován velmi podobně, ale protože byl objednán pánem z Parthenay, je zde větší důraz kladen na Meluzíniny mladší syny, z nichž jeden měl být prapředkem parthenayského rodu. Do střední Evropy se pověst dostala přes německé prostředí, kde příběh v r. 1456 zpracoval Švýcar Thüring von Ringoltingen. Jeho verze pověsti brzy vyšla i tiskem a stala se obecně známou. Právě z Thüringovy verze vycházela i první dochovaná česká verze pověsti z r. 1595. (Vůbec první české vydání z r. 1555 se nedochovalo.)
Díky několika zpracováním se meluzínská pověst stala nesmírně populární a mnohé šlechtické rody se snažily najít i mezi svými předky některého z Meluzíniných synů. Postupně tak Meluzína pronikla i do lidové mluvy a kvůli naříkavému hlasu, s nímž opouštěla své panství, se tak začalo říkat kvílení větru a postupně se stala i synonymem pro silný vítr.
V českých zemích panoval zvyk při kvílení meluzíny vyhodit z okna hrst mouky nebo soli, aby neškodila a navařila kaši pro své malé syny. Na Moravě se údajně vyskytovala na zámku Velké Losiny. Meluzína se tak stala běžnou součástí českého folklóru, např. František Martin Pelcl ji ve spise r. 1791 zařadil mezi zlé bůžky vedle ďasa a polednice. Úsloví „s meluzínou sůl lízat“ byl eufemismem pro úmrtí.

## V heraldice a ikonografii
V ikonografii bývá Meluzína nejčastěji zobrazována v klíčových momentech života, tedy jako:
- víla, která se v lese potkává s rytířem,
- položena-polohad v kádi, tajně pozorovaná rytířem,
- odlétající Meluzína (jako položena s hadím ocasem, nebo jako okřídlený had),
- víla, navracející se pochovat své děti.

Jako meluzína se v heraldické terminologii označuje ženská polopostava se dvěma rybími ocasy. Jak už bylo řečeno, jde o novověkou interpretaci, kdy byly okolnosti meluzínského mýtu do značné míry zapomenuta a zakletá víla začala být zaměňována s mořskou pannou a sirénou. V této terminologii je mořská panna ženská polopostava s jedním rybím ocasem, zpravidla držící hřeben a zrcátko, siréna je pak meluzína (panna s dvěma ocasy) s ptačími křídly. Můžeme ještě podotknout, že meluzína i siréna mohou být snadno zaměněny s prorokem Jonášem, který bývá v heraldice zobrazován jako mužská korunovaná polopostava, požíraná jednou nebo dvěma rybami. Sirénu pak může být obtížné odlišit od harpyje, s níž byla až do 18. století vzhledem v zásadě identická, heraldicky je harpyje pták s ženskou hlavou a prsy.
Nicméně ve středověku byla meluzína v heraldice zobrazována zcela odlišně, a to jako drak nebo dračí hlava v kádi. Klenot erbu s drakem v kádi užívala například francouzská větev Lucemburků z Ligny. Zdá se, že i prostý heraldický drak může mít v některých rodech, spřízněných s meluzínským mýtem, přímou souvislost – připomeňme například uherský rytířský Dračí řád, založený králem Zikmundem Lucemburským

Srovnání Meluzíny s jinými heraldickými figurami
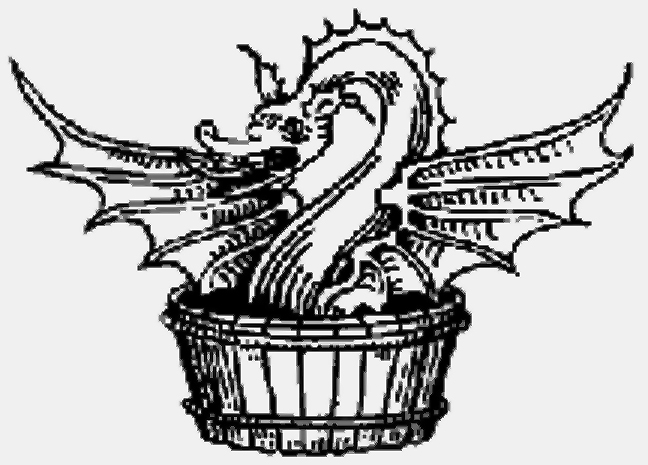
Středověká heraldická podoba Meluzíny – drak v kádi
Novověká interpretace Meluzíny – korunovaná ženská polopostava s dvěma rybími ocasy
Mořská panna – ženská polopostava s rybím ocasem a zrcadlem a hřebenem v rukou
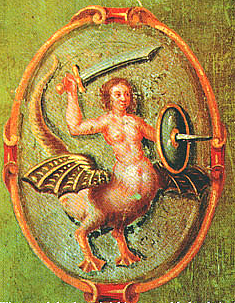
Siréna – ženská polopostava s rybím ocasem a dračími křídly
Harpyje – žena s ptačím tělem
Drak – u některých rodů může souviset s Meluzínou